# Горбуров Кирил Євгенович
Кирил Євгенович Горбуров (нар. 28 березня 1980, Миколаїв) — кандидат історичних наук (2007 р.), заслужений юрист України (2018 р.), нотаріус; засновник і керівник «Нотаріального центру Горбурова»; депутат Миколаївської міської ради VII скликання (2015 р.).

## Життєпис
Горбуров Кирил Євгенович народився 28 березня 1980 року в місті Миколаєві Миколаївської області (Україна). Закінчив юридичний факультет Одеського національного університету імені І. І. Мечнікова зі спеціальності «Правознавство» (2002 р.). За час навчання працював заступником директора з організаційної роботи ТОВ «Слов'янський транзит» у м. Миколаєві (1998—1999 рр.), помічником-консультантом Народного депутата України (м. Київ, 1999—2000 рр.); менеджером у МДООТВП «Фрост» (м. Одеса — м. Миколаїв, 2000 р.); помічником адвоката в адвокатській фірмі «В. Рижий і партнери» (м. Миколаїв, 2000—2002 рр.). Після здобуття вищої освіти — юрисконсульт Державного підприємства «Морська державна адміністрація Дніпро-Бузького морського порту» (м. Миколаїв, 2002—2003 рр.), з січня 2003 року — стажист П'ятої Миколаївської державної нотаріальної контори. З листопада 2003 р. по березень 2004 р. обіймає посаду Державного нотаріуса П'ятої Миколаївської державної нотаріальної контори.
З березня 2004 р. є приватним нотаріусом Миколаївського міського нотаріального округу Миколаївської області.
2007 року захистив кандидатську дисертацію з Історії України на тему «Голод 1946—1947 років на території Півдня УРСР» (у спеціалізованій Вченій раді Запорізького національного університету). 2015 року обраний депутатом Миколаївської міської ради VII скликання. З 2018 року є керівником Миколаївської міської парторганізації «Солідарність».
Кирил Горбуров — автор понад 75 наукових та науково-популярних статей, більше двох десятків книг, значну частину яких презентовано бібліотекам рідного Миколаєва. [джерело?]
3 2022 року працює нотаріусом Київського міського нотаріального округу за адресою Київ, 01054, вул. Пирогова, 2, метро Університет. 

### Кримінальне провадження
В травні 2023 року Кирил Горбунов, став фігурантом справи про отримання хабаря його кумом - Всеволодом Князєвим. Кирил виступав у якості довіреної особи, що отримувала гроші для колишнього Верховного судді, відповідно до долученої до справи аудиозапису слідства.

## Коло наукових інтересів, наукові здобутки
Серед кола наукових інтересів — дослідження причин та наслідків голоду 1946—1947 років у Південному регіоні України, а також проблем історико-культурної спадщини, історичних постатей Миколаївщини, українська іконографія.
Книги, що стосується історії Південної України (найвагоміші праці):
- Голод 1946—1947 років на території Півдня УРСР (2006);
- Миколаївщина в новітній історії (у співав.) (2007);
- Миколаївщина в голодних 1921—1923, 1932—1933, 1946—1947 роках (у співав.) (2007);
- Мой дед Григорій Горбуров (2008);
- Повоєнна та сучасна Миколаївщина (у співав.) (2008);
- Історіософія та історіографія голодів-людоморів на Миколаївщині (у співав.) (2008);
- Голод 1946—1947 рр. на території Миколаївщини (у співав.) (2009);
- Истории для истории (у співав.) (2011);
- Землі української постаті знані (у співав.) (2011);
- Слава і гордість Миколаївщини (у співав.) (2012);
- Николаевский «Нюрнберг» (у співав.) (2016).

## Сім'я та родинні зв'язки
Євген Горбуров - батько, депутат Миколаївської обласної ради, обирався від партії ОПЗЖ, позафракційний.
Кирило Горбунов - кум, для Всеволода Князєва

## Відзнаки та нагороди
- Нагороджений Почесним знаком Української нотаріальної палати «За заслуги перед нотаріатом» (2012 р.);
- Неодноразовий переможець у номінації «Ім'я в нотаріаті» (за версією Всеукраїнського журналу «Імена» програми «Імена року»);
- Нагороджений знаком Миколаївської асоціації юристів «Юрист року Миколаївщини» (2014) у номінації «Нотаріус»;
- «Заслужений юрист України» (2018 р.).